# Sternidius rosaliae
Sternidius rosaliae är en skalbaggsart som först beskrevs av Linsley 1942.  Sternidius rosaliae ingår i släktet Sternidius och familjen långhorningar. Inga underarter finns listade i Catalogue of Life.